# بروس ديفيس
بروس ديفيس (بالإنجليزية: Bruce Davis)‏ هو لاعب كرة قدم أمريكية أمريكي، ولد في 2 سبتمبر 1985 في لوس أنجلوس في الولايات المتحدة.

## وصلات خارجية
- بروس ديفيس على موقع مرجع كرة القدم المحترفة.كوم (الإنجليزية)
- بروس ديفيس على موقع JustSportsStats.com (الإنجليزية)